# Стари заветни крст у селу Преконога
Стари заветни крст у селу Преконога, насељеном месту на територији општине Сврљиг, налази се у центру села, крај спомен чесме палим мештанима у НОР-у и ранијим ослободилчким ратовима.
По казивању мештана у близини крста налалзили су се остаци црквице, која је била смештена на садашњем раскршћу. Поред ње, на месту новоподигнуте спомен чесме, постојао је мањи црквени објекат од дрвене градње, за окупљање сељака приликом црквеног сабора. Прокопавањем пута после рата уништени су остаци црквице, а сачуван је само камени крст.
Крст припада категорији оброчних крстова, грађен је од камена пештера. На краковима, изрезаним полукружно ширећи се на крајевима, исклесане су по три јабучасте полулопте. Ивицом читавог крста урезана је плитка линија. Од украса поседује, у горњем и доњем делу, по један урез са крацима који представљају Сунце, као симбол живота. Са стране, на бочним краковима, на почетку и на крају текста, по један мањи крст рељефно изрезан. 
У централном делу крста урезан је текст: На с(ве)таго м(у)ч(ен)ика оса Георгија Живко Ивко Станко Пеша Никола Јока 1818. лета.
Начнињен почетком 19. века запис представља докуменат времена турког роптства, када се народ окупљао на дан Светог Ђорђа. Споменик чува успомену на минула времена, а имена шесторице записаних мештана села представљају драгоцено сведочанство минулих догађаја турског периода живота.